# Kraftwerk Hera
Das Kraftwerk Hera ist ein kombiniertes Gas- und Ölkraftwerk in Osttimor. Es ist der Hauptversorger für die Landeshauptstadt Dili und die Gemeinde Liquiçá. Das Kraftwerk befindet sich östlich der Stadt Dili im Suco Hera (Verwaltungsamt Cristo Rei). Es gehört der Electricidade de Timor-Leste (EDTL).
Das Kraftwerk sollte ursprünglich von einem chinesischen Konsortium errichtet werden, das sich aber zurückzog. Dann führten polnische Firmen den Bau weiter, bis die finnische Firma Wärtsilä 2011 übernahm, in Kooperation mit einigen polnischen Subunternehmern. Wärtsilä lieferte auch die Generatoren.

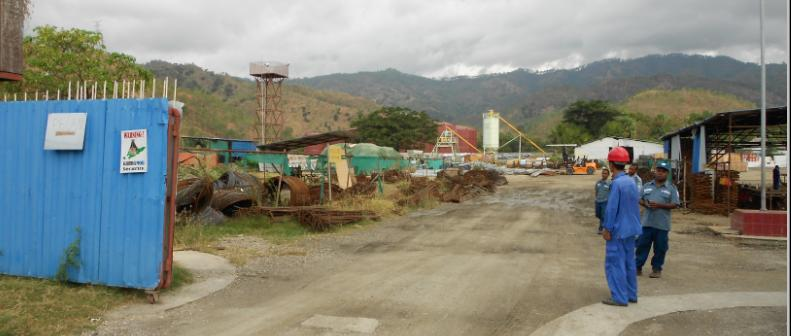
Das Kraftwerk 2011

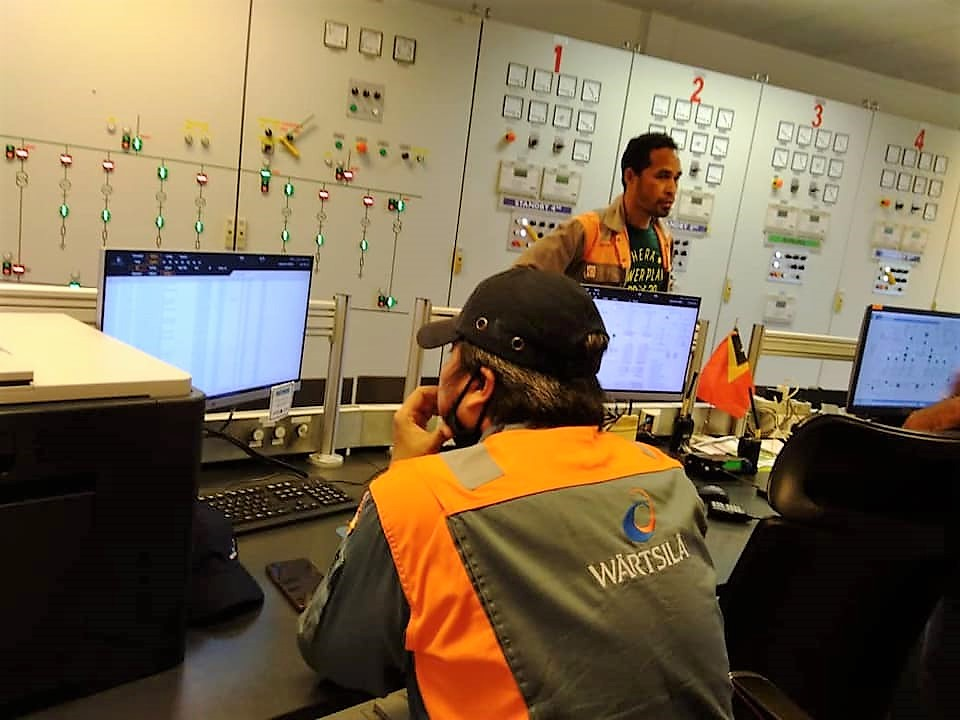
National Dispatch Center (NDC)

Das Kraftwerk ist seit dem 29. November 2011 im Betrieb. Es verfügt über sieben Generatoren, deren Dieselmotoren betreibbar sind  mit Schweröl, Leichtöl und Erdgas, und hat eine installierte Leistung von 119 MW.
Seit 2012 wird das Kraftwerk von Wärtsilä betrieben. Der Betreibervertrag mit der EDTL läuft noch bis 2022.